# Lijnbron
Een lijnbron is een geconcentreerde bron die een lijnvorm heeft, van geluid, licht, of watergolven. Een lijnbron van geluid is bijvoorbeeld een verkeersweg waarover een lange, aaneengesloten rij auto's zich voortbeweegt. Een lijnbron voor licht is een lange, gloeiende draad. Een lijnbron voor watergolven komt voor bij een tsunami.
Voor een lijnbron van geluid geldt dat het geluid zich in een cilindervorm uitbreidt. Als dit geluid geen obstakels tegenkomt, en ook niet door de lucht wordt gedempt, neemt het geluid met 3 decibel af per verdubbeling van de afstand.
bioakoestiek · geluid · decibel · dB(A) · geluidsdruk · geluidsintensiteit · geluidssnelheid · geluidsgolf · ultrageluid · laagfrequent geluid · infrageluid · puntbron · lijnbron · gehoordrempel · gehoorschade · geluidshinder · elektroakoestiek